# Агапий Врачански
Агапий Врачански (на гръцки: Αγάπιος Βράτσης, Агапиос Врацис) е висш православен духовник, епископ на Враца.

## Биография

### Ранни години
Агапий е роден в солунското село Колиндрос (Колиндър) около 1790 година със светското име Йоанидис или Цуцукос (Ιωαννίδης, Τσουτσούκος). Според Зина Маркова вероятно е българин. Замонашва се в Берския манастир „Свети Йоан Предтеча“. Служи като архидякон в Търновската митрополия. Ръкоположен е за свещеник от митрополит Иларион Търновски.

### Врачански епископ
През март 1833 година от архимандрит е избран за врачански епископ в Търновската митрополия. Ръкоположен е в същия месец от митрополит Илиарион Търновски в съслужение с епископите на митрополията Неофит V Червенски и Дионисий Ловчански.
Във Враца епископ Агапий съдейства за разпространяването на нови български книги и в богослужението използва само български език. В памет на майка си Евгения, радетелка на девическото образование, Агапий изпраща Анастасия Димитрова в Калоферския девически манастир да се учи при Райно Попович от 1840 до 1841 година и след това подпомага финансово откриването на първото българско светско девическо училище от Димитрова в Плевен. След това подпомага и откриването на девическо училище и във Враца в 1843 година. Спонсорира откриването на първото училище в родното си село Колиндър. В 1848 година подпомага възстановяването на църквата „Възнесение Господне“. Подпомага и разпространяването на преводите на Райно Попович.
Агапий влиза в конфликт и с българската община, начело със синовете на Димитраки Хаджитошев Александър, Замфираки и Теодораки. В един сръбски вестник се появява обширна дописка, описваща неморалните деяния на Агапий, която привлича вниманието на българската общественост. Освен с неморалното си поведение Агапий настройва врачани срещу себе си и с активната си намеса в общинските работи и особено в учебното дело. Поради големите си заслуги към него, Агапий се стреми да го ръководи еднолично, заради което се сблъсква с градските първенци. Агапий отказва Петко Славейков да бъде назначен в селищата на епархията му и го прогонва от Плевен, но врачанската община го наема против владишката воля.
Агапий е застрелян от албанец мюсюлманин на излизане от църквата „Възнесение Господне“ във Враца и умира от раните си на 5 или 13 октомври 1849 година.
Погребан е във „Възнесение Господне“ във Враца.